# Roitelet à couronne rubis
Corthylio calendula
Espèce
Statut de conservation UICN

 LC  : Préoccupation mineure
Le Roitelet à couronne rubis (Corthylio calendula) est une espèce de passereaux appartenant à la famille des Regulidae,. Le roitelet à couronne rubis n'est pas étroitement apparenté aux autres roitelets et appartient à son propre genre, Corthylio. Trois sous- espèces sont actuellement reconnues.
Le roitelet à couronne rubis est un très petit passereau que l'on trouve partout en Amérique du Nord. L'oiseau a un plumage vert olive avec deux barres alaires blanches et un cercle oculaire blanc. Les mâles ont une tache rouge sur la couronne, qui est généralement cachée. Les sexes sont identiques (à l'exception de la couronne) et les juvéniles sont similaires en plumage aux adultes. C'est l'un des plus petits oiseaux chanteurs d'Amérique du Nord.
Son aire de nidification s'étend essentiellement à travers la forêt boréale canadienne. Il niche dans une coupe bien dissimulée pendue à une branche de conifère et la femelle peut pondre jusqu'à douze œufs par couvée.
Les études récentes indiquent que leur population est en hausse. Ceci est principalement dû à la découverte de territoires moins perturbés plus au nord où l’élevage des petits connaît un meilleur taux de succès.
Ces oiseaux migrent vers le sud des États-Unis et le Mexique. Certains oiseaux sont résidents permanents dans l'ouest.
Les plumes couleurs rubis des roitelets apparaissent lorsqu’ils sont agités. 

## Taxonomie
Le roitelet à couronne rubis a été formellement décrit en 1766 par le naturaliste suédois Carl Linnaeus dans la douzième édition de son Systema Naturae, sous le nom binomial Motacilla calendula. Linnaeus a basé sa description sur « Le troglodyte à couronne rubis » qui avait été décrit et illustré en 1758 par le naturaliste anglais George Edwards dans ses Gleanings of Natural History. Edwards avait reçu des spécimens séchés envoyés par le naturaliste américain William Bartram de Pennsylvanie.  Le zoologiste français Mathurin Jacques Brisson, en 1760, avait également publié une description basée sur Edwards et avait inventé le nom latin Calendula Pensilvanica .  Bien que Brisson ait inventé des noms latins, ceux-ci ne se conforment pas au système binomial et ne sont pas reconnus par la Commission internationale de nomenclature zoologique .  Linnaeus a spécifié la localité comme Pennsylvanie mais cela est maintenant limité à Philadelphie . 
Les roitelets sont un petit groupe d'oiseaux anciennement inclus dans la famille des parulines de l'Ancien Monde. Aujourd'hui, ils ont leur propre famille, les Regulidae. Des recherches récentes ont montré que, malgré des similitudes superficielles, les roitelets sont taxonomiquement éloignées des parulines,,. 
Le roitelet à couronne rubis était autrefois placé dans le genre Regulus. Plusieurs raisons ont mené à mettre le roitelet à couronne rubis dans un genre à part: sa plus grande taille, sa crête fortement rouge (plutôt qu'orange ou jaune), l'absence de rayures noires sur la calotte, ainsi que ses vocalisations distinctives. Ses distinctions font que le roitelet à couronne rubis est considéré comme suffisamment différent des roitelets de l'Ancien Monde et des autres roitelets américains. Le genre distinct Corthylio lui a été attribué. Ce genre a été introduit en 1853 par l'ornithologue allemand Jean Cabanis.  Le nom du genre vient du grec ancien « korthilos », un petit oiseau ressemblant à un troglodyte mentionné par le lexicographe grec Hesychius d'Alexandrie.  Des preuves phylogénétiques indiquent que la lignée du roitelet à couronne rubis a divergé du reste du genre Regulus au milieu du Miocène tardif, il y a environ 10 à 15 millions d'années,,.
Jusqu'à cinq sous-espèces ont été décrites jusqu'à maintenant. La sous-espèces « cineraceus », se reproduisant dans les montagnes de l'ouest de l'Amérique du Nord , et la sous-espèces « arizonensis », se reproduisant en Arizona , sont considérées comme des variantes clinales de la sous-espèce nominale.
Les trois sous-espèces sont : 
- C.c. grinnelli (Palmer, W, 1897) – Se reproduit en Alaska, au sud-ouest du Canada et au nord-ouest des États-Unis. Il passe les hivers dans l'ouest des États-Unis.
- C.c. calendula ( Linnaeus , 1766) – Se reproduit dans le centre et l'est du Canada et  dans le sud-ouest, le centre-ouest et l'est des États-Unis. Cette sous-espèce passe l'hiver dans le nord de l'Amérique centrale.
- C.c. obscurus ( Ridgway , 1876) - île de Guadalupe (au large du nord-ouest du Mexique).

## Description
Le roitelet à couronne rubis est un très petit oiseau, mesurant de 9 à 11 cm de long. Il a une envergure de 16 à 18 cm et pèse de 5 à 10 g.  Les parties supérieures sont de couleur gris-vert et les parties inférieures, olive chamois.  Il a deux barres alaires blanches et un anneau oculaire blanc cassé. La barre alaire plus près du bout de l'aile est plus large et jouxte une bande sombre. Le roitelet a un visage et une tête relativement simples, bien que le mâle ait une tache de couronne rouge écarlate, qui est généralement dissimulée par les plumes environnantes. La tache de la couronne est rarement orange, jaune ou absente. Les femelles sont identiques aux mâles (sauf pour la couronne). Les juvéniles ressemblent aux femelles adultes, car les jeunes mâles n'ont pas de couronne.  Le roitelet se déplace généralement le long des branches ou à travers le feuillage avec de courts sauts et vole avec des rafales de battements d'ailes rapides. Il est constamment actif et se reconnaît facilement à son battement d'aile caractéristique. Son vol a été décrit comme « rapide, saccadé et erratique ». 
Comparé au roitelet à couronne dorée, le roitelet à couronne rubis est légèrement plus grand, plus allongé et son plumage est plus vert. Il peut être confondu avec le viréo de Hutton à cause de ses battements d'ailes. Il peut également être confondu avec le viréo nain du Mexique. Cependant, ces deux espèces de viréos sont plus grands, ont des becs et des pattes plus robustes et n'ont pas la barre noire du roitelet sur les ailes. 

## Répartition

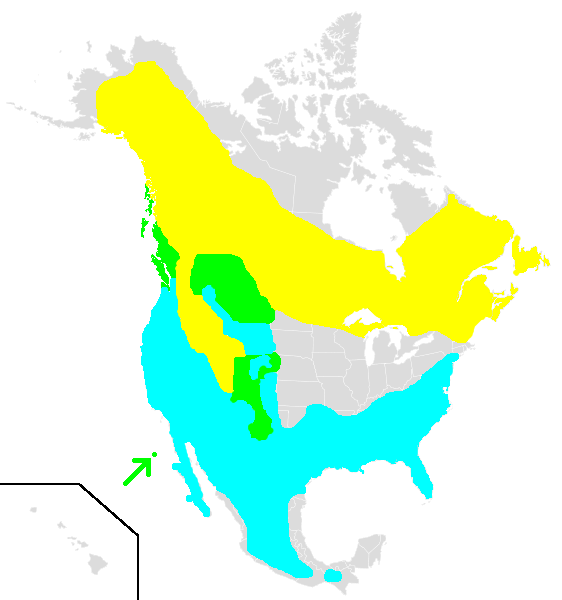
zone de nidification
présence permanente
aire d'hivernage

Le roitelet est migrateur et son aire de répartition s'étend du nord-ouest du Canada et de l'Alaska jusqu'au Mexique. Son habitat de reproduction est constitué de forêts d'épinettes et de sapins dans les régions nordiques et montagneuses des États-Unis et du Canada. Le roitelet à couronne rubis construit un nid en forme de coupe , qui peut être suspendu ou placé sur une branche d'arbre et est souvent caché. Il pond jusqu'à 12 œufs et possède la plus grande couvée de tous les passereaux nord-américains pour sa taille. Il est principalement insectivore , mais mange aussi des fruits et des graines. 

## Galerie de photos

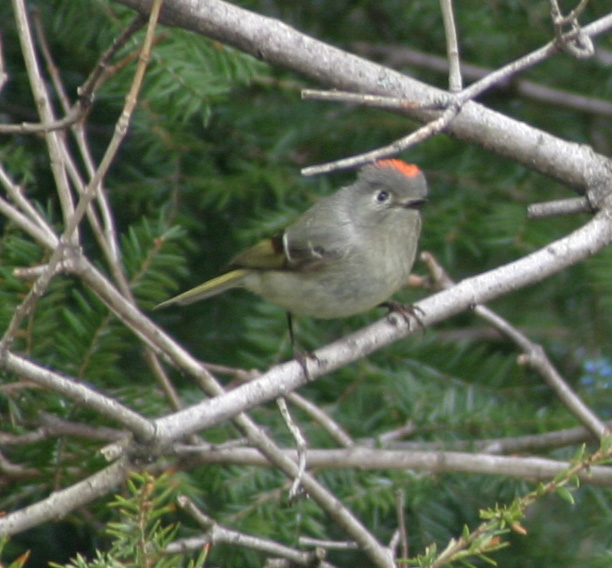
Roitelet à couronne rubis mâle (Québec)
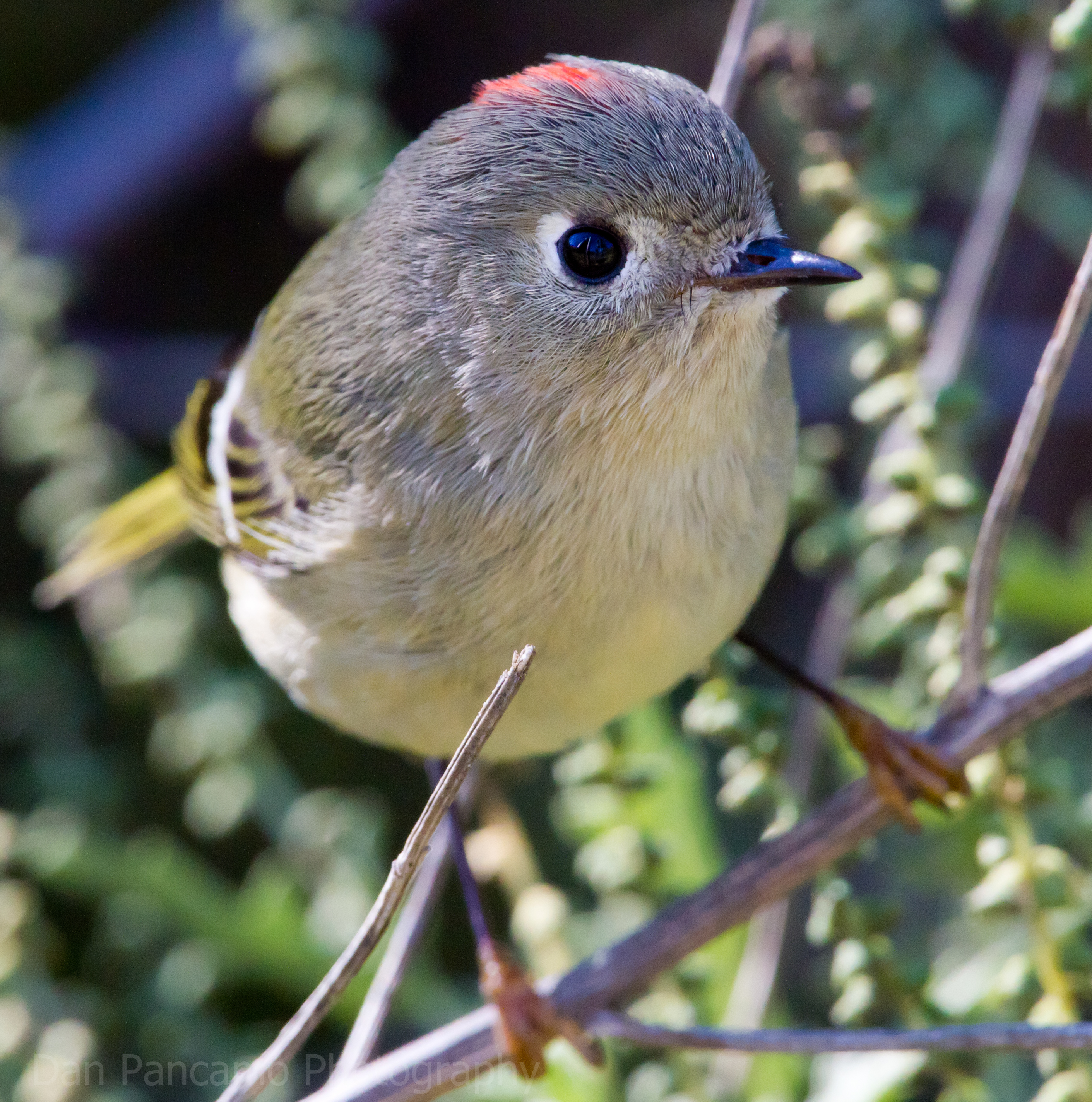
Gros plan sur la tête
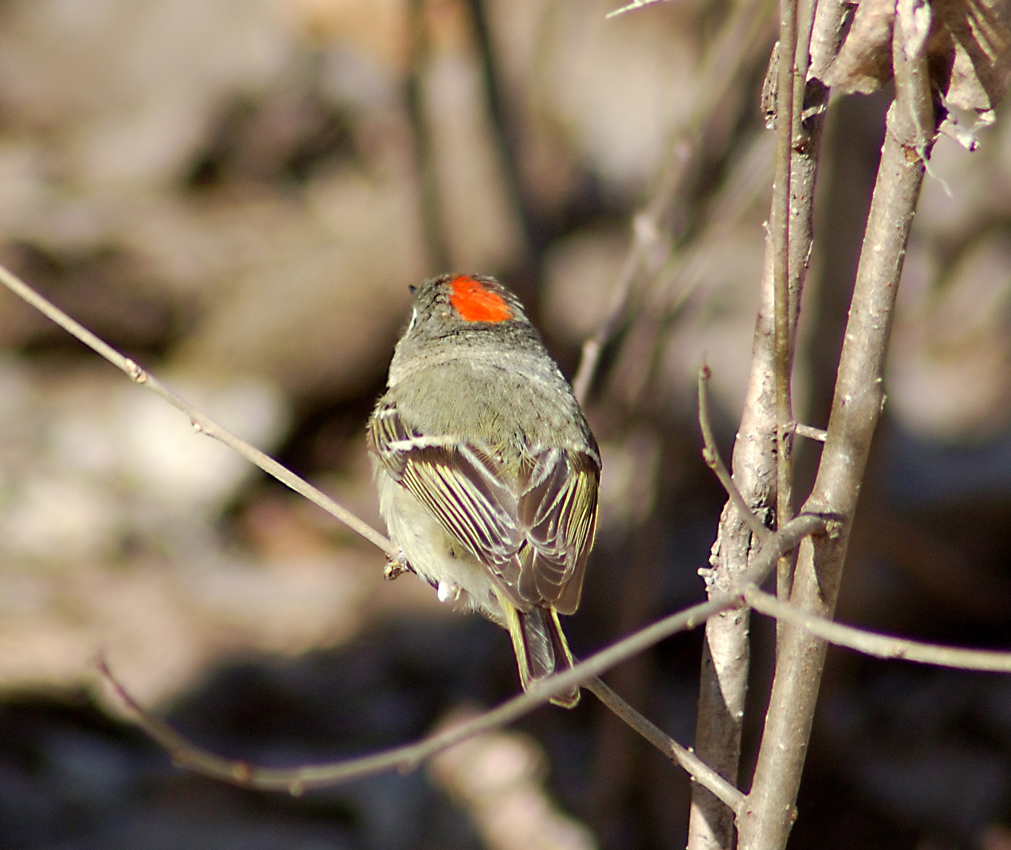
Vue de l'arrière pour bien voir la couronne rubis
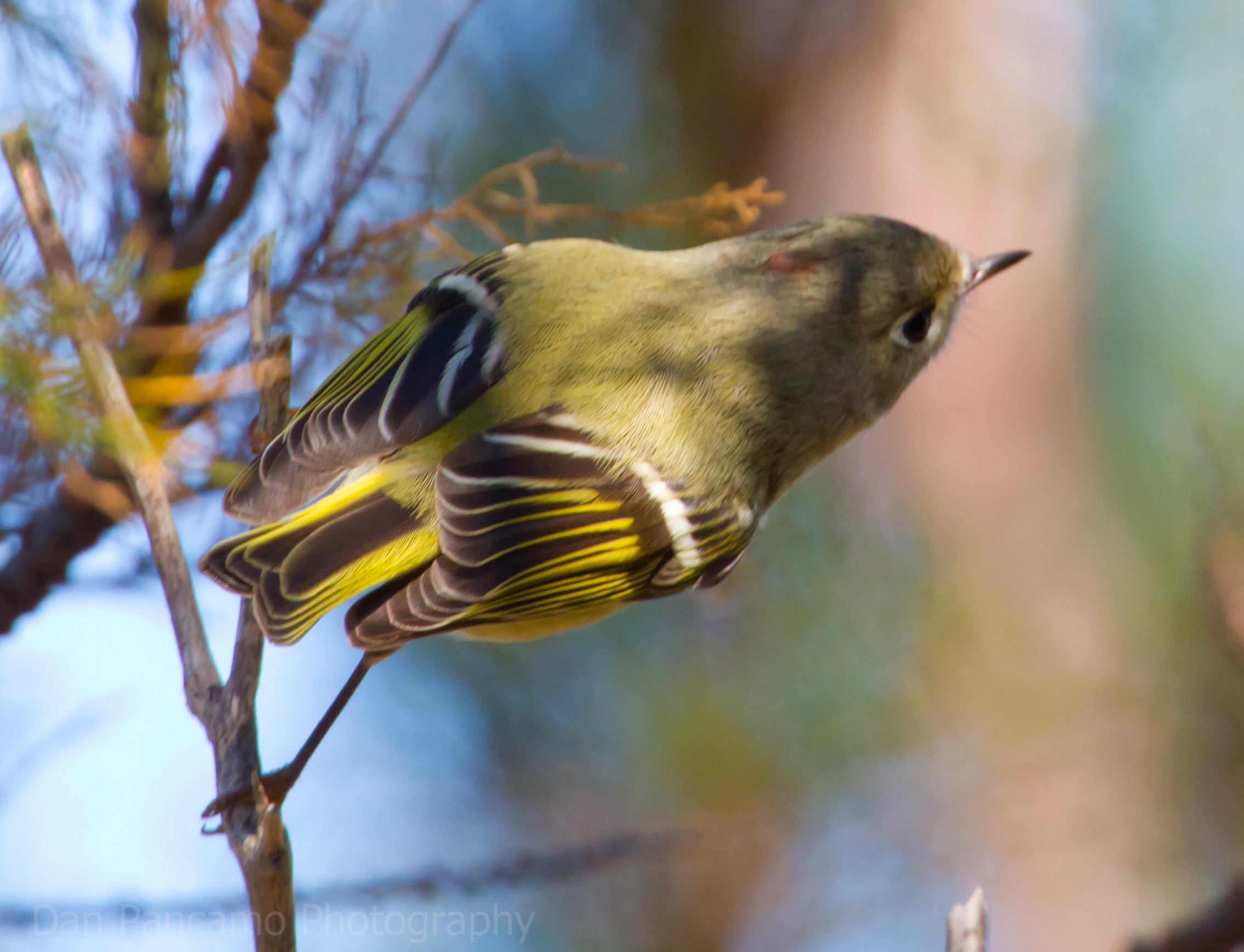
Plumage de la queue
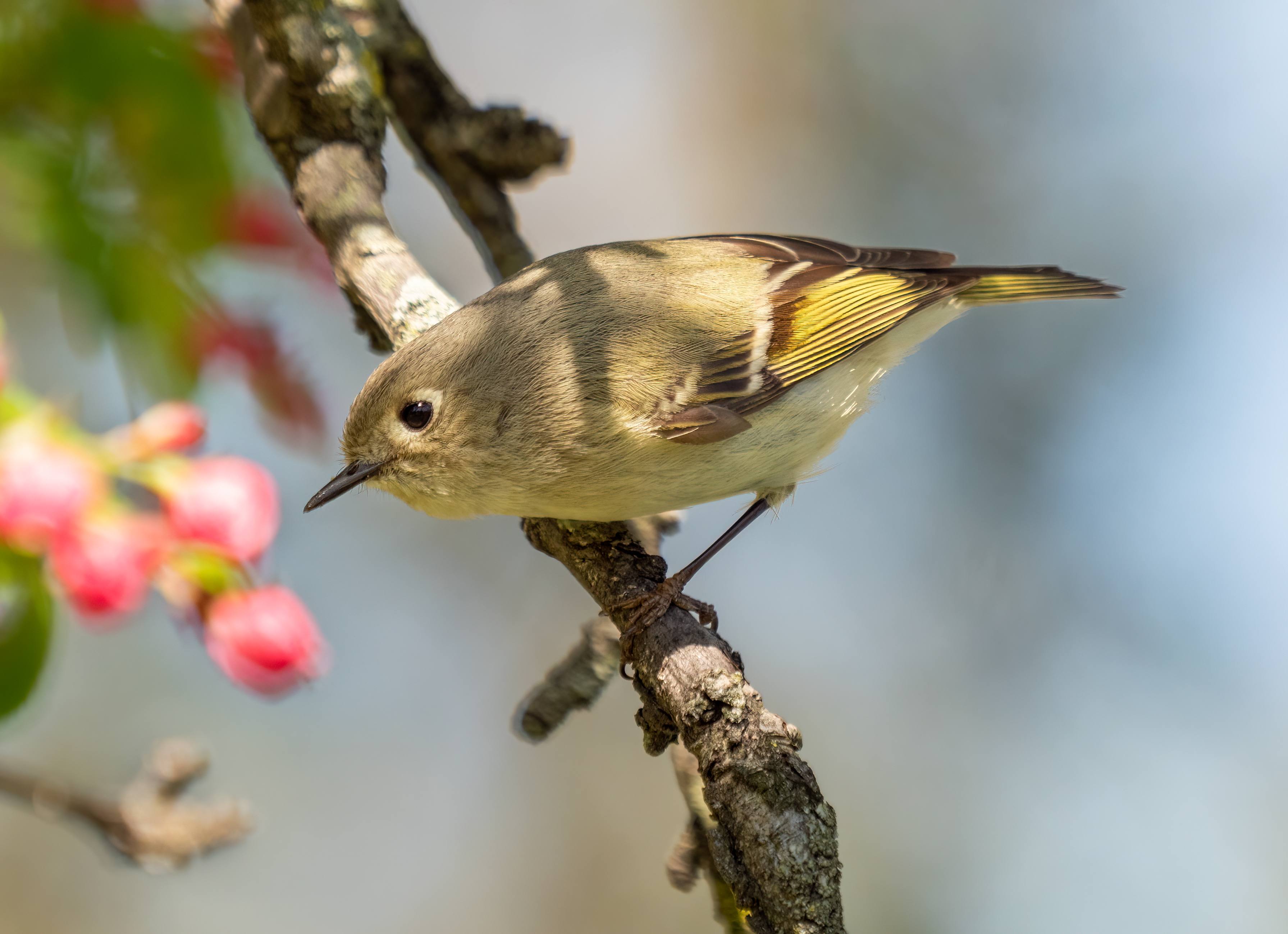
Roitelet à couronne rubis dans le cimetière de Green-Wood, New York. Avril 2022.